# Challignac
Challignac ist ein Ort und eine Gemeinde mit 340 Einwohnern (Stand 1. Januar 2022) im westfranzösischen Département Charente in der Region Nouvelle-Aquitaine.

## Lage
Der Ort Challignac liegt in der alten Kulturlandschaft des Angoumois in einer Höhe von etwa 70 m ü. d. M. und ist etwa 41 km (Fahrtstrecke) in südwestlicher Richtung von der Stadt Angoulême bzw. ca. 43 km in südöstlicher Richtung von der Stadt Cognac entfernt. Die Gemeinde besteht aus mehreren Weilern (hameaux) und Einzelgehöften.

## Bevölkerungsentwicklung
| Jahr      | 1800 | 1851 | 1901 | 1954 | 1999 | 2013 |
| Einwohner | 680  | 712  | 482  | 384  | 314  | 317  |

Der Bevölkerungsrückgang in der ersten Hälfte des 20. Jahrhunderts ist im Wesentlichen auf den Verlust an Arbeitsplätzen infolge der Reblauskrise und der Mechanisierung der Landwirtschaft zurückzuführen.

## Wirtschaft
Lebten die Bewohner des Ortes jahrhundertelang von den Erträgen ihrer Felder und Gärten, so wurde im ausgehenden Mittelalter und in der frühen Neuzeit der Weinbau vorangetrieben, der – nach der Unterbrechung durch die Reblauskrise im ausgehenden 19. und beginnenden 20. Jahrhundert – auch heute noch die wichtigste Einnahmequelle der Gemeinde ausmacht. Auch der Tourismus in Form der Vermietung von Ferienwohnungen (gîtes) spielt eine nicht unbedeutende Rolle für das wirtschaftliche Leben der Gemeinde.

## Geschichte
Auf dem Gemeindegebiet wurde mit Hilfe der Luftbildarchäologie die weiträumige neolithische Siedlung Le Camp entdeckt, die von einer bis zu 20 m breiten und 10 m hohen Wallanlage umgeben war. Auch ist die Existenz eines gallorömischen Landguts (villa rustica) archäologisch nachgewiesen.
Im Hundertjährigen Krieg (1337–1453) wurde die Kirche des Ortes schwer beschädigt.

## Sehenswürdigkeiten
Die romanische Pfarrkirche Saint-Sulpice ist ein einschiffiger Bau aus der zweiten Hälfte des 12. Jahrhunderts, der aber nach schweren Zerstörungen im Hundertjährigen Krieg umgebaut wurde. Wichtigstes Bauelement ist die Chorpartie mit der durch Halbsäulen und Blendbögen gegliederten Apsis und dem erneuerten Vierungsturm. Das Langhaus wird durch Strebepfeiler stabilisiert; die Westfassade zeigt eine kleine Fensterrosette oberhalb eines Spitzbogenportals, welches durch einen hölzernen Vorbau geschützt ist. Im Innern wurde das ursprüngliche Tonnengewölbe im 15. Jahrhundert durch ein Gratgewölbe ersetzt. Das Kirchengebäude ist seit dem Jahr 1948 als Monument historique anerkannt. Im Jahr 2014 wurde das Dach in großen Teilen ausgebessert.